# Jornada de Mers el-Kebir
|  | Aquest article tracta sobre la conquesta de la Corona d'Aragó el 1505. Vegeu-ne altres significats a « Batalla de Mers el-Kebir». |

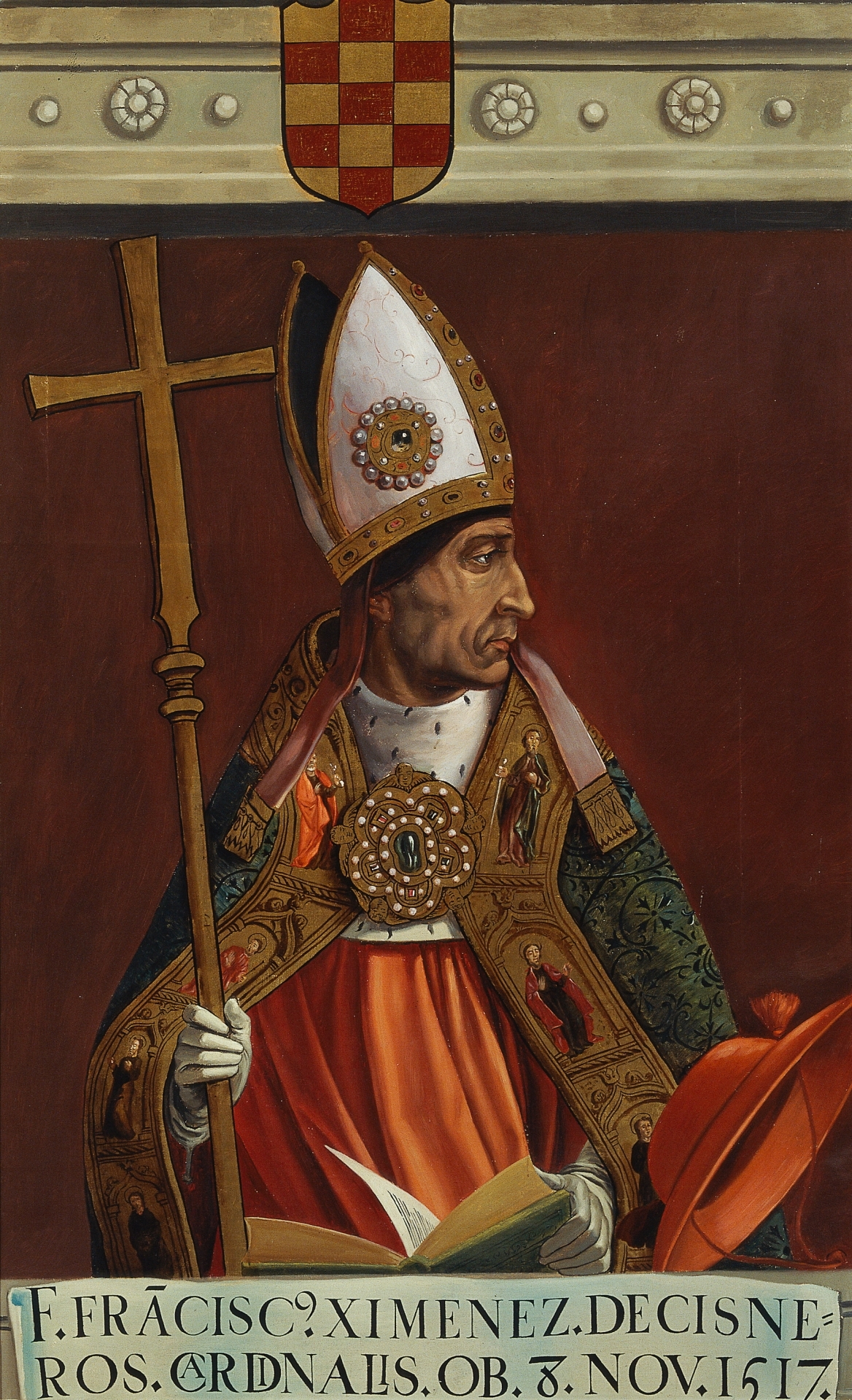
El cardenal Cisneros va ser un dels majors promotors de la conquesta de Barbaria.

La Jornada de Mers el-Kebir, del 13 de setembre del 1505, va ser un dels atacs per a dominar la costa de Barbaria efectuada per les tropes de Ferran el Catòlic, el resultat en va ser la conquesta de la plaça de Mers el-Kebir.

## Antecedents
Després de la conquesta de Granada, el Tractat de Tordesillas reservava per a Portugal el Regne de Fes i per a Castella el Regne de Tlemcen.
S'establí una flota fixa de 33 naus, amb un nucli de dues naus grosses i dues galeres, i la resta eren naus lleugeres (fustes i bergantins) per a la guarda de la costa espanyola i per a transportar al nord d'Àfrica els musulmans que no acceptaven el baptisme. Però entre els conversos hi havia espies dels corsaris barbarescs assentats en diferents places de la costa nord-africana que assolaven les costes espanyoles. Una de les seves accions més cruentes va ser el saqueig de Cullera del 1503, amb 17 fustes que es van portar 150 captius.
Des de Sicília, el 17 de setembre, Pere d'Estopinyà amb les seves galeres, havia conquerit la plaça de Melilla. Iniciada la Segona Guerra de Nàpols, l'any 1500 s'abandona Gerba; però, un cop finalitzada la campanya d'Itàlia, el cardenal Cisneros insisteix en la necessitat d'ocupar els ports de Barbaria i, per evitar objeccions de Ferran el Catòlic, s'ofereix a anticipar les despeses de l'expedició, i l'abril del 1504 es decideix la conquesta del nord d'Àfrica, que la reina Isabel deixa establerta en el seu testament, i s'inicia després de la seva mort, en novembre del 1504.

## Els preparatius
Mers el-Kebir, el Portus Magnus romà, era una rada oberta als vents del sud-oest, refugi de corsaris. El port estava protegit per un castell fort i ben artillat, i ja havia estat atacat sense èxit per tropes portugueses el 1496 i 1501.
Es reuniren al port de Màlaga les sis galeres de Catalunya, diversos navilis solts i alguna caravel·la d'Andalusia, amb capacitat per a embarcar 7.000 homes amb armes, pertrets i racions. El comandament a la mar l'ostenta el català Ramon de Cardona i el de terra, Diego Fernández de Córdoba, mentre que l'estol de Berenguer d'Oms de Santa Pau protegia el pas de l'estret de Gibraltar.
L'armada va sortir de Màlaga el 29 d'agost del 1505, però vents contraris van fer que tornés a port. Va tornar a intentar la sortida el 3 de setembre, però per la mateixa raó es va veure obligada a recalar a Almeria. Finalment, el 9 de setembre es va fer a la mar, i arribà l'11 a la vista de la costa de Mers el-Kebir.
| «                  | van ser set mil homes i més, en 170 navilis de vela. | » |
| — Andrés Bernáldez |                                                      |   |

Els abdalwadites, avisats de la sortida i intencions de l'esquadra pels seus espies de Màlaga, havien concentrat moltes forces en els voltants de Mers el-Kebir, però no van poder aixecar el setge.

## L'atac
Mentre tres naus gruixudes dels bascos Juan de Lezcano o Lazcano i Flores de Marquina, que havien reforçat els seus costats amb sacs de llana, s'acosten al màxim possible al castell, el sotmeten a un intens bombardeig, i atrauen sobre si el foc d'artilleria.
Un primer desembarcament sota una pluja torrencial, de 180 homes, va fer retrocedir els defensors amb poques baixes, i es prengueren les altures pròximes a Mers el-Kebir, i s'hi atrinxeraren.
| « | i la major part de la gent d'Orà s'havia posat en la fortalesa, i en la punta, i pels desembarcadors amb tota la seva artilleria amanida a l'ordenança francesa: i tenien un gran baluard a la punta amb molts travesses, que batien les dues parts de la mar, i terra. Va ser forçat entrar l'armada sota de la seva artilleria: i dues naus gruixudes, que eren de Lezcano, i de Flors de Marquina, que portaven molta artilleria, es van posar en lloc, que van poder llombardar la fortalesa: i llançà la gent que estava a les galeres, i barques, amb diverses fustes, en terra: amb gran treball i perill: perquè el dia va ser molt tempestuós, i de molta aigua, i de grans trons i llamps. | » |
| — Història del rei Ferran el Catòlic. De les empreses, i lligues d'Itàlia , de Jerónimo Zurita (1580) Tom VI, cap XV ( Que l'alcaid de Los Donceles capità general de l'armada de Castella va guanyar el lloc de Mazarquivir. ): | |   |

L'endemà, 12 de setembre, els musulmans van atacar amb la seva cavalleria les posicions castellanes que, gràcies a la previsió d'atrinxerar, van resistir l'atac. Els defensors del castell van proposar una treva fins al dia 13, comprometent-se a rendir la plaça si no rebessin auxili de l'emir de Tlemcen. La treva va ser acceptada, i en no haver aparegut cap tropa magribí el 13 de setembre, van sortir els assetjats amb les seves famílies i possessions, i ocuparen els espanyols el castell. Una vegada que han pres posicions al castell, veuen els espanyols una gran tropa musulmana que venia en auxili de la plaça i que, en veure-la ja perduda, es dirigeix a Orà.

## Conseqüències
Una vegada conquerida la plaça per a la Corona d'Aragó, va quedar en Mers el-Kebir una guarnició de 500 infants i 100 cavalls i, el 24 de setembre, la flota va tornar a Màlaga i es va pactar la pau amb Orà. La conquesta de la zona, atribuïda a la Corona d'Aragó, després de la derrota de Diego Fernández de Córdoba a la batalla d'Orà en 1507, continuà amb la presa d'Orà el 1509, Bugia i Trípoli el 1510 i les submissions d'Alger, Ténès i Dellys.